# Kenneth Gilbert
Pour les articles homonymes, voir Gilbert.
Kenneth Gilbert, né le 16 décembre 1931 à Montréal et mort le 15 avril 2020 à Québec, est un claveciniste, organiste et pédagogue canadien.

## Biographie
Kenneth Gilbert commence son apprentissage musical au piano, à l'âge de quatre ans. Il fait ses études d’orgue avec Conrad Letendre, tout en travaillant le piano avec Yvonne Hubert et l’harmonie et le contrepoint avec Gabriel Cusson au Conservatoire de musique de Montréal. 
Gagnant en 1953 du Prix d'Europe de l'Académie de musique du Québec, il poursuit ses études à Paris auprès de Gaston Litaize, Ruggero Gerlin et Nadia Boulanger. 
En 1973, il succède à Gustav Leonhardt à Haarlem. Il a enseigné aussi à Québec, au conservatoire de Strasbourg, au Mozarteum de Salzbourg et à la Hochschule für Musik de Stuttgart.
De son activité professorale, il dit : 

« Chaque professeur, je crois, peut définir sa philosophie de l'enseignement de façon différente. En ce qui me concerne, je cherche à indiquer une approche des auteurs anciens. Mais je ne cherche en aucun cas à imposer ma propre personnalité à mes élèves. D'ailleurs dès que je vois qu'une influence trop grande risque de se produire je me retire un peu. Je crois que l'élève doit apprendre très vite à développer sa propre personnalité.
Chaque élève que j'ai pu former ou que j'ai pu aider joue de façon tout à fait différente. On ne reconnaît pas, je crois, mes élèves. Et je ne suis pas peu fier de cet état de choses. Car pour moi le rôle du professeur est de se rendre superflu le plus tôt possible. »

— Une leçon particulière de musique avec Kenneth Gilbert
Il a donné de nombreux récitals d'orgue et de clavecin surtout au Québec et en Europe. Depuis l'orgue néobaroque Beckerath qu'il a fait installer à l'église de l'Église unie du chemin Queen-Mary à Montréal en 1959, il a enregistré pour Radio-Canada quantité de récitals de musique d'orgue, participant très activement au mouvement de renouveau de l'orgue au Québec au début des années 1960, notamment au sein de la société de concerts Ars Organi, avec Bernard et Mireille Lagacé, Raymond Daveluy, Gaston Arel et Lucienne-L'Heureux-Arel.

## Réalisations
On doit à Kenneth Gilbert des éditions musicologiques soignées, dont les quatre Livres de clavecin de François Couperin, les Pièces de clavecin de Jean-Henry d'Anglebert, les Pièces de clavecin de Jean-Philippe Rameau et les 555 Sonates pour clavecin de Domenico Scarlatti, en 11 volumes, chez Heugel à Paris.
Il a réalisé quantité d'enregistrements sur disque des œuvres de Jean-Sébastien Bach, dont le Clavier bien tempéré et les suites pour clavecin, une intégrale de François Couperin, une intégrale de Jean-Philippe Rameau, des pièces de Jacques Champion de Chambonnières, Henry Purcell, Antonio Soler, ainsi que de larges extraits du Livre d'orgue de Montréal.
Avec la musicologue Élisabeth Gallat-Morin (qui l'a découvert), il a préparé la première édition moderne du Livre d'orgue de Montréal. Les auteurs des pièces sont généralement inconnus, mais Gilbert a pu en attribuer seize à Nicolas Lebègue.
En 1998, Gilbert conçoit un projet historique ambitieux : reconstruire l’orgue commandé en 1753 au facteur parisien Robert Richard, et installé dans la basilique-cathédrale Notre-Dame de Québec puis détruit dans l’incendie de l’édifice, bombardé par les Anglais en 1759 lors de la guerre de Sept Ans. Il s’entoure de musiciens comme Antoine Bouchard, d’historiens comme Hubert Laforge et de spécialistes comme la musicologue Élisabeth Gallat-Morin qui a fait la découverte, au Minutier central des notaires de Paris, du devis original de l’orgue de Richard.
Le minutieux travail de reconstruction a été confié aux facteurs Juget-Sinclair de Montréal. Maintenant situé dans la chapelle du Musée de l'Amérique francophone à Québec, le petit orgue a été inauguré par Michel Bouvard le 4 octobre 2009.

## Film
- Une leçon particulière de musique avec Kenneth Gilbert, avec Olivier Baumont, réalisation de Michel Follin, conception d'Olivier Bernager et François Manceaux, 1987.

## Honneurs et décorations
- Prix d'Europe 1953.
- Prix de musique Calixa-Lavallée, 1981.
- Officier de l'Ordre du Canada, 1986.
- Élu à la Société royale du Canada, 1988.
- Membre honoraire de la Royal Academy of Music.
- Officier de l'ordre des Arts et des Lettres.
- Doctorat honoris causa en musique de l'université Laval, juin 2010.